# Saison 1 de Person of Interest
Chronologie
Saison 2
Cet article présente les vingt-trois épisodes de la première saison de la série télévisée américaine Person of Interest.

## Synopsis
Un ex-agent de la CIA, John Reese, présumé mort, est engagé par un mystérieux milliardaire reclus, Harold Finch, qui a inventé un programme sur ordinateur, la Machine, capable de prédire et d'identifier toutes personnes directement ou indirectement impliquées dans des crimes à New York.

### Résumé de la saison
Ancien agent paramilitaire présumé mort, John Reese est un homme perdu et meurtri, pas loin de se suicider quand il est pris dans le métro dans une altercation avec des voyous. Il est sauvé et recruté par Harold Finch, un mystérieux milliardaire reclus, qui lui propose de sauver des gens ordinaires de crimes sur le point de se produire à New York et ses environs grâce aux renseignements d'un système de surveillance de masse, conçu initialement pour prévenir des attaques terroristes imminentes. Étant le créateur de ce système qu'il nomme « la Machine », Harold veut recruter Reese afin d'empêcher les crimes d'être produits.
Les actions de Reese et de Harold vont attirer à ces derniers, du fait de l'illégalité de leur mission, l'attention de plusieurs antagonistes. Premièrement, Reese est confronté à plusieurs flics véreux qui braquent les dealers et réduisent au silence tous les témoins. Après avoir tué James Stills, le chef du groupe, Reese épargne et recrute Lionel Fusco, afin d'avoir une source de renseignements dans la police. Le lieutenant Carter, une policière intègre, se met à traquer John Reese, surnommé alors : « l'homme au costume ». Malgré le fait que celui-ci la sauve dans l'épisode 9 (Il faut sauver Carter), elle va tout de même aider l'agent Snow, l'ancien agent de liaison de Reese à la CIA, à mettre la main sur lui. Lorsqu'elle se rend compte que la seule intention de Snow est de le tuer, elle aide Reese à s'échapper. C'est ainsi qu'elle commence à travailler avec Reese et Finch, ne sachant toujours pas que Lionel Fusco, qui a été muté dans son commissariat, travaille aussi pour eux. Cette situation va les mener à se méfier l'un de l'autre durant toute la seconde moitié de la saison, jusqu'à ce qu'ils apprennent enfin qu'ils sont du même côté dans l'épisode 23.
Dans le même temps, Reese sauve sans le savoir un homme dénommé Charlie Burton, qui se nomme en réalité Carl Elias, et qui est le chef d'un gang mafieux à New York. Ce dernier est ambitieux et prévoit de tuer les 5 Parrains de la Cosa Nostra afin d'avoir la mainmise sur la pègre de New York. Ce dernier réussit partiellement puisque la DRH (H.R.), une organisation formée de policiers et fonctionnaires municipaux corrompus vont le trahir, ce qui aura pour conséquence son arrestation. Mais Elias a désormais conquis la ville et ses hommes de main la dirigent pour lui.
La DRH est impliquée dans la plupart des actions du crime organisé. C'est d'ailleurs cette organisation qui planifie l'assassinat de Carter dans l'épisode 9. Après avoir sauvé Fusco de l'un de leurs membres, Reese décide d'utiliser le meurtre de ce dernier à leur avantage et convainc Fusco d'intégrer leur organisation sous couverture.
Dans l'épisode 13, Finch voit ses ordinateurs piratés par une mystérieuse femme surnommée Root, un hacker très doué qui engage des mercenaires et qui vend ses services aux plus offrants. Celle-ci s’avérera plus tard être la personne d'intérêt de l'épisode final : elle paye la DRH pour son propre assassinat afin que Reese la sauve, dans le but d'atteindre Finch et celui-ci est kidnappé par Root. Dans la dernière scène, Reese s'adresse indirectement à la Machine à l'aide d'une caméra : « Sa vie est en danger parce qu'il travaillait pour toi. Alors tu vas m'aider à le sortir de là ». Peu après, un téléphone public sonne, Reese décroche.
Dans les flashbacks, nous apprenons que John était un soldat qui voulait partager sa vie avec la femme de sa vie, Jessica. Mais les attentats du 11 Septembre vont le pousser à se réengager et ne voulant pas faire souffrir Jessica avec la nouvelle de sa mort, il décide de rompre avec elle. Il finira par être engagé dans la CIA et sera le binôme de Kara Stanton, sous les ordres de Mark Snow, leur agent de liaison. Après plusieurs années de mission durant lesquels Kara lui donnera le nom Reese, les deux partenaires vont être envoyés par Snow et Alicia Corwin, l'adjointe du Président de la Sécurité Nationale (APNSA), à Ordos en Chine. Leur mission consiste à sécuriser un ordinateur contenant un virus dangereux (qui en réalité un code source de la Machine). Mais la mission s'avère être un piège puisque John et Kara auront aussi reçu l'ordre de tuer leur binôme et un missile balistique est lancé sur leur position, les laissant pour mort. Retournant aux États-Unis, John apprend que Jessica a été assassinée par son mari saoul, faisant passer sa mort pour un accident de voiture. Reese se rend quelque temps plus tard chez cet homme pour se venger. Quant à Kara, qui a elle aussi survécu, revient sur New York dans l'épisode 21 et kidnappe l'agent Snow. Les objectifs de Kara demeurent encore inconnus.
Finch, quant à lui, travaillait déjà sur la Machine en 2002, avec l'aide de son ami Nathan Ingram. Il l'a offerte contre un dollar symbolique et s'est ensuite fait passer pour mort afin de protéger sa fiancée Grace. Ingram décède en 2010 d'une cause encore inconnue. Enfin, Alicia Corwin, l'une des seules personnes au monde à connaître l'existence de la Machine, se fait tuer par Root alors qu'elle interrogeait Finch.

## Distribution

### Acteurs principaux
- Jim Caviezel (VF : Jean-Pierre Michaël) : John Reese
- Michael Emerson (VF : Jean-Luc Kayser) : Harold Finch
- Taraji P. Henson (VF : Annie Milon) : Lieutenant Joss Carter
- Kevin Chapman (VF : Gérard Darier) : Lieutenant Lionel Fusco

### Acteurs récurrents
- Elizabeth Marvel (VF : Ariane Deviègue) : Alicia Corwin (5 épisodes)
- Susan Misner (VF : Déborah Perret) : Jessica Arndt (5 épisodes)
- Enrico Colantoni (VF : Guillaume Lebon) : Carl Elias (5 épisodes)
- Robert John Burke (VF : Guillaume Orsat) : Officier Patrick Simmons (4 épisodes)
- Michael Kelly (VF : Marc Saez) : Marc Snow (4 épisodes)
- Brennan Brown (VF : Bruno Dubernat) : Agent Spécial Nicholas Donnelly (4 épisodes)
- Al Sapienza (VF : Alexandre Cross) : Lieutenant Raymond Terney (4 épisodes)
- Anthony Mangano (en) (VF : Yann Le Madic) : Lieutenant Kane (4 épisodes)
- David Valcin (VF : Raphaël Cohen) : Anthony S. Marconi alias « Scarface » (4 épisodes)
- Paige Turco (VF : Micky Sébastian) : Zoe Morgan (3 épisodes)
- Brett Cullen (VF : Jean-Louis Faure) : Nathan Ingram (3 épisodes)
- Mark Margolis (VF : Christian Pélissier) : Gianni Moretti (3 épisodes)
- Michael Mulheren (en) (VF : Philippe Nahon) : Capitaine Arthur Lynch (3 épisodes)
- John Fiore (nl) (VF : Michel Voletti) : Capitaine Womack (3 épisodes)
- Annie Parisse (VF : Natacha Muller) : Kara Stanton (3 épisodes)
- Darien Sills-Evans (en) (VF : Guillaume Orsat) : Tyrell Evans (3 épisodes)

### Invités
- James Hanlon (VF : Bertrand Liebert) : Lieutenant Stills (épisode 1)
- Natalie Zea : Diane Hansen (épisode 1)
- William Sadler : James Wheeler (épisode 1)
- Molly Price (VF : Marjorie Frantz) : Elizabeth Whitaker (épisode 2)
- John Hillner (VF : Hervé Bellon) : Bill (épisode 2)
- James Carpinello (VF : Anatole de Bodinat) : Joey Durban (épisode 3)
- Vincent Laresca (VF : Bruno Choël) : Lieutenant Molina (épisode 3)
- Ruben Santiago-Hudson (VF : Sylvain Lemarié) : Sam Latimer (épisode 3)
- Sean McCarthy : Lee Fusco (épisodes 4 et 20)
- Linda Cardellini (VF : Julie Turin) : Dr Megan Tillman (épisode 4)
- Adam Rothenberg (VF : Denis Laustriat) : Andrew Benton (épisode 4)
- David Costabile (VF : Tanguy Goasdoué) : Juge Samuel Gates (épisode 5)
- Michael Cerveris : Jarek Koska (épisode 5)
- Allan Louis (VF : Frantz Confiac) : Inspecteur Olson (épisodes 5 et 10)
- Tim Guinee (VF : Constantin Pappas) : Mark Lawson (épisode 6)
- Dan Hedaya (VF : Jean-Claude Montalban) : Bernie Sullivan (épisode 6)
- Morgan Spector (VF : Jérémy Bardeau) : Peter Yogorov (épisode 7)
- Olek Krupa (VF : Patrick Messe) : Ivan Yogorov (épisode 7)
- Mike McGlone (VF : Jérôme Pauwels) : Lieutenant Bill Szymanski (épisodes 7 et 17)
- Enver Gjokaj (VF : Jérémy Prévost) : Laszlo Yogorov (épisode 7)
- Alan Dale (VF : Georges Claisse) : Ulrich Kohl (épisode 8)
- Laila Robins (VF : Élisabeth Fargeot) : Anja Kohl (épisode 8)
- Larry Pine (VF : Guy Chapellier) : Wernick (épisode 8)
- Ed Moran (VF : Fabien Jacquelin) : Sergent Harris (épisode 9)
- Jason Manuel Olazabal (VF : Julien Kramer) : Hector (épisode 9)
- Anthony Azizi (de) (VF : Xavier Fagnon) : Yusuf (épisode 9)
- Kwoade Cross (VF : Gabriel Bismuth-Bienaimé) : Taylor Carter (épisodes 9 et 19)
- Bridget Regan (VF : Valérie Siclay) : Wendy McNally (épisode 10)
- Michael Murphy (VF : Jean-Claude Sachot) : Sénateur Jim Hallen (épisode 10)
- Jack Gwaltney (VF : Antoine Nouel) : Davis Bannerman (épisode 10)
- Melonie Diaz (VF : Kelly Marot) : Paula Vasquez (épisode 10)
- J. Bernard Calloway (VF : Jean-Baptiste Anoumon) : Dayne (épisode 10)
- Lucas Caleb Rooney (VF : Sylvain Agaësse) : Diski (épisode 10)
- Selenis Leyva (VF : Sophie Arthuys) : Hosking (épisode 10)
- David Zayas (VF : Enrique Carballido) : Ernie Trask (épisode 11)
- Cotter Smith (en) (VF : Pierre Dourlens) : Denton Weeks (épisode 11)
- Michael Stahl-David (VF : Stanislas Forlani) : Will Ingram (épisodes 12 et 14)
- April Lee Hernández : Andrea Gutierrez (épisode 12)
- Myk Watford (VF : Emmanuel Gradi) : Scott Powell (épisode 13)
- Damian Young (VF : Michel Dodane) : Pete Matheson (épisode 13)
- Amy Hargreaves : Leslie Powell (épisode 13)
- Victor Slezak (VF : Frédéric Popovic) : le conseiller Michael Delancey (épisode 13)
- Dan Ziskie (VF : Pierre Laurent) : le sénateur Gene Atkins (épisode 13)
- Astro : Darren McGrady (épisode 14)
- Sheldon Best (VF : Namakan Koné) : Trim (épisode 14)
- Jonno Roberts : Peter Arndt (épisodes 15 et 21)
- Michael Aronov (en) : Michael Cahill / Daniel Tulley (épisode 15)
- Reg E. Cathey (VF : Philippe Dumond) : Ian Davidson (épisode 15)
- Matt Lauria (VF : Nathanel Alimi) : Adam Saunders (épisode 16)
- Scott Cohen (VF : Bernard Lanneau) : Lieutenant Doug Rasmussen (épisode 16)
- Austin Lysy (VF : Benoît DuPac) : Victor (épisode 16)
- Leslie Silva (en) : Infirmière Mary Abbot (épisode 17)
- Rhys Coiro : Jordan Hester (épisode 18)
- Seth Gilliam : le lieutenant Desmond Franklin (épisode 18)
- Christopher Denham (VF : Vincent de Bouard) : Kyle Morrison (épisode 18)
- Lola Glaudini : Lieutenant Sherri Lablanca (épisode 19)
- Pablo Schreiber (VF : Damien Boisseau) : Tommy Clay (épisode 20)
- Dagmara Domińczyk (VF : Lucienne DuPont) : Sarah Jennings / Karen Garner (épisode 21)
- Jay O. Sanders (VF : Michel Bedetti) : le conseiller spécial (épisode 22)
- Carrie Preston (VF : Ninou Fratellini) : Grace Hendricks (épisode 22)
- Jacob Pitts (VF : Olivier Chauvel) : Henry Peck (épisode 22)
- Amy Acker (VF : Laëtitia Lefebvre) : Caroline Turing / « Root » (épisode 23)

## Production

### Développement
Le 9 février 2011, un pilote de la série a été commandé par la chaîne américaine CBS.
Le 13 mai 2011, CBS a officiellement annoncé la commande de la série. Initialement prévue pour treize épisodes, le 27 octobre 2011, CBS a commandé dix épisodes supplémentaires formant ainsi une saison complète de vingt-trois épisodes diffusée les jeudis à 21 h.

### Casting
Jim Caviezel (John Reese) se serait décidé à trouver un rôle dans une série d'action après avoir rencontré un acteur d'une autre série d'action, présentant des similitudes sur le plan du rythme, de l'action et de l'intensité avec Person of Interest, Kiefer Sutherland (Jack Bauer dans 24 heures chrono). Bloqué en Angleterre à cause de l'éruption de l'Eyjafjöll en 2010, il s'est retrouvé dans le même hôtel que Kiefer Sutherland et ce dernier lui a alors parlé de tous les aspects positifs de tourner dans une telle série. Cela a donné envie à Jim Caviezel, qui a alors contacté son agent afin qu'il lui trouve un rôle dans une série similaire, qui sera Person of Interest.
Les rôles principaux de cette saison ont été attribués dans cet ordre : Michael Emerson (vu notamment dans Lost : Les Disparus), Taraji P. Henson, Jim Caviezel (vu entre autres dans la mini-série Le Prisonnier) et Kevin Chapman.
L'actrice Carrie Preston, la véritable femme de Michael Emerson (Harold Finch), a obtenu un rôle dans cette première saison pour y jouer Grace Hendricks, l'ex-compagne de Finch.

### Diffusions
Cette saison a été diffusée du jeudi 22 septembre 2011 au jeudi 17 mai 2012 sur CBS, aux États-Unis ainsi qu'en simultané au Canada sur Citytv.
La diffusion francophone s'est déroulée ainsi :
En Belgique, du 28 août 2012 au 30 octobre 2012 sur La Une, chaîne du groupe de la RTBF, tous les mardis à 20 h 20, à raison de deux épisodes inédits par soirée ;
Au Québec, du 5 septembre 2012 au 20 mars 2013 sur le réseau V, tous les mercredis à 21 h, à raison d'un épisode inédit par soirée ;
En France, du 6 mars 2013 au 14 janvier 2014, sur TF1, tous les mercredis à 21 h, à raison de trois épisodes inédits par soirée, hormis les deux derniers épisodes qui ont eux été diffusés le mardi, toujours à 21 h. À noter que TF1 a décidé de ne pas diffuser les deux derniers épisodes de la première saison comme le reste de cette dernière au printemps 2013, mais le 14 janvier 2014, juste avant la diffusion de la deuxième saison ;
En Suisse, du 30 juin 2013 au 15 septembre 2013 sur RTS Un, tous les dimanches à 21 h, à raison de deux épisodes inédits par soirée.

## Liste des épisodes

### Épisode 1:La Machine
- États-Unis /  Canada : 22 septembre 2011 sur CBS[10] / Citytv
- Belgique : 28 août 2012 sur La Une[13]
- Québec : 5 septembre 2012 sur V[15]
- France : 6 mars 2013 sur TF1[16]
- Suisse : 30 juin 2013 sur RTS Un[21]

- États-Unis : 13,33 millions de téléspectateurs[22] (première diffusion)
- Canada : 961 000 téléspectateurs[23] (première diffusion)
- Belgique : 233 200 téléspectateurs[24] (première diffusion)
- France : 7,17 millions de téléspectateurs[25] (première diffusion)

- James Hanlon (le lieutenant Stills)
- Natalie Zea (Diane Hansen)
- Chris Chalk (Lawrence Pope)
- Brian d'Arcy James (James Wheeler)
- William Sadler (Seamus O'Mara)
- Michael Drayer (Anton O'Mara)
- Jermaine Crawford (Michael Pope)
- Leon Addison Brown (Charles Robinson)
- Louis Vanaria (Louis Azarello)
- Andrew Stewart Jones (Doyle)
- Wolfgang Scheitinger (Henry Wheeler)
- Charlie Moss (le juge C. Andrew Smith)
- Gregory Lay (le policier)
- Kristine Johnson (la journaliste)
- Alfredo Narciso (l'aide informatique)
- Bruce MacVittie (l'avocat de la défense)
- Kevin Murphy (l'ami d'Anton O'Mara)

- Diane Hansen (criminelle)

- Une version de l'épisode contenant des scènes coupées au montage lors de la diffusion originale est présente sur les DVD de la saison 1.
- Cet épisode a obtenu la note la plus haute depuis 15 ans attribuée à une série lors des projections test des épisodes pilotes[26].
- Jonathan Nolan, créateur de la série, a lui-même écrit le scénario de l'épisode.

### Épisode 2:Besoin de personne
- États-Unis /  Canada : 29 septembre 2011 sur CBS / Citytv
- Belgique : 28 août 2012 sur La Une[13]
- Québec : 12 septembre 2012 sur V[15]
- France : 6 mars 2013 sur TF1[16]
- Suisse : 30 juin 2013 sur RTS Un[21]

- États-Unis : 12,51 millions de téléspectateurs[27] (première diffusion)
- Canada : 886 000 téléspectateurs[23] (première diffusion)
- Belgique : 211 100 téléspectateurs[24] (première diffusion)
- France : 6,48 millions de téléspectateurs[25] (première diffusion)

- Ritchie Coster (IRS)
- Molly Price (Elizabeth Whitaker)
- Valentina de Angelis (Theresa Whitaker)
- Danny Mastrogiorgio (Derek Whitaker)
- Remy Auberjonois (Jimmy Calhoun)
- Randall Newsome (Alderman)
- Michael Medeiros (Solnick)
- Conor Romero (Deacon Page)
- Leigh Zimmerman (en) (Sasha)
- Fred Aresenault (Winston)
- John Hillner (Bill)

- Theresa Whitaker (victime)
- Bill (victime)

### Épisode 3:Braquages
- États-Unis /  Canada : 6 octobre 2011 sur CBS / Citytv
- Belgique : 28 août 2012 sur La Une[13]
- Québec : 19 septembre 2012 sur V[15]
- France : 6 mars 2013 sur TF1[16]
- Suisse : 7 juillet 2013 sur RTS Un[21]

- États-Unis : 11,57 millions de téléspectateurs[28] (première diffusion)
- Canada : 706 000 téléspectateurs[29] (première diffusion)
- Belgique : 181 900 téléspectateurs[24] (première diffusion)
- France : 5,13 millions de téléspectateurs[25] (première diffusion)

- James Carpinello (Joey Durban)
- Keith Nobbs (Straub)
- Vincent Laresca (le lieutenant Molina)
- Lili Mirojnick (Pia Moresco)
- Elizabeth Masucci (Stacey Miles)
- Ruben Santiago-Hudson (Sam Latimer)
- Akintola Jiboyewa (Teddy Dalloway)
- Rey Lucas (Willis)
- Rick Zahn (l'officier de police / Clerk)
- Jose Ramon Rosario (le policier)
- Charles Borland (le boursier de Wall-Street no 1)
- Gregory Jones (le boursier de Wall-Street no 2)

- Joey Durban (victime)

- À cause de cet épisode, la série signe sa plus basse audience pour la saison 1, aux États-Unis[28].
- À noter que James Carpinello, qui incarne Joey Durban, est marié à l'actrice Amy Acker, qui incarnera un rôle important dans la série : celui de Root .

### Épisode 4:Soulager la souffrance
- États-Unis /  Canada : 13 octobre 2011 sur CBS / Citytv
- Belgique : 4 septembre 2012 sur La Une[13]
- Québec : 26 septembre 2012 sur V[15]
- France : 13 mars 2013 sur TF1[16]
- Suisse : 7 juillet 2013 sur RTS Un[21]

- États-Unis : 12,04 millions de téléspectateurs[30] (première diffusion)
- Canada : 851 000 téléspectateurs[31] (première diffusion)
- Belgique : 213 900 téléspectateurs[32] (première diffusion)
- France : 7,23 millions de téléspectateurs[33] (première diffusion)

- Sean McCarthy (Lee Fusco)
- Linda Cardellini (Dr Megan Tillman)
- Adam Rothenberg (Andrew Benton)
- Manny Perez (Diaz)
- Kristen Bush (Vicky)
- Almeria Campbell (l'infirmière)
- Brendan Titley (l'interne)
- Kim Sykes (le thérapeute)
- Kevin Henderson (le voyou)
- Philip Hernandez (l'homme du cartel)
- Jorge Cordova (l'officier de police)
- Laura Woyasz (la tête rousse)

- Dr Megan Tillman (criminelle)

- La locution latine complète dont le titre original en est tiré est medice, cura te ipsum; ce qui signifie « Exige de toi-même ce que tu exiges des autres ».

### Épisode 5:Le Dernier Jugement
- États-Unis /  Canada : 20 octobre 2011 sur CBS / Citytv
- Belgique : 4 septembre 2012 sur La Une[13]
- Québec : 3 octobre 2012 sur V[15]
- France : 13 mars 2013 sur TF1[16]
- Suisse : 14 juillet 2013 sur RTS Un[21]

- États-Unis : 12,42 millions de téléspectateurs[39] (première diffusion)
- Canada : 698 000 téléspectateurs[40] (première diffusion)
- Belgique : 183 400 téléspectateurs[32] (première diffusion)
- France : 6,36 millions de téléspectateurs[33] (première diffusion)

- David Costabile (le juge Samuel Gates)
- Michael Cerveris (Jarek Koska)
- Zabryna Guevara (Monica Ramirez)
- Bill Tangradi (Leon Josef Turski)
- Pawel Szajda (Drost)
- Meredith Patterson (Angela Markham)
- Seamus Davey-Fitzpatrick (Samuel Gates, Jr.)
- Allan Louis (le lieutenant Olson)
- Adriana Gaviria (Christina Rojas)
- Sebastian Arcelus (Matthews)
- Mike Houston (l'officier Fordes)
- Paul Molnar (le policier)
- Ash Christian (le technicien)
- Robin Lemon (le contremaître)

- le juge Samuel Gates (victime)

### Épisode 6:La Négociatrice
- États-Unis /  Canada : 27 octobre 2011 sur CBS / Citytv
- Belgique : 11 septembre 2012 sur La Une[13]
- Québec : 10 octobre 2012 sur V[15]
- France : 20 mars 2013 sur TF1[16]
- Suisse : 14 juillet 2013 sur RTS Un[21]

- États-Unis : 11,62 millions de téléspectateurs[41] (première diffusion)
- Canada : 679 000 téléspectateurs[42] (première diffusion)
- Belgique : 267 600 téléspectateurs[43] (première diffusion)
- France : 7,31 millions de téléspectateurs[44] (première diffusion)

- Tim Guinee (Mark Lawson)
- Matt Servitto (Samuel Douglas)
- Brian Murray (Robert Keller)
- Adam LeFevre (Anthony Talbott)
- Jeff Wincott (Allan Gilmore)
- Dan Hedaya (Bernie Sullivan)
- Samuel Smith (Slip)
- Brandhyze Stanley (Brigitte)
- Anna Koonin (Dana Miller)
- Timothy Adams (l'homme à la casquette de baseball)

- Zoe Morgan (victime)

### Épisode 7:Protection de témoin
- États-Unis /  Canada : 3 novembre 2011 sur CBS / Citytv
- Belgique : 11 septembre 2012 sur La Une[13]
- Québec : 17 octobre 2012 sur V[15]
- France : 20 mars 2013 sur TF1[16]
- Suisse : 21 juillet 2013 sur RTS Un[21]

- États-Unis : 11,76 millions de téléspectateurs[45] (première diffusion)
- Canada : 636 000 téléspectateurs[46] (première diffusion)
- Belgique : 207 500 téléspectateurs[43] (première diffusion)
- France : 6,60 millions de téléspectateurs[44] (première diffusion)

- Mike McGlone (le lieutenant Bill Szymanski)
- Enver Gjokaj (Laszlo Yogorov)
- Olek Krupa (Ivan Yogorov)
- Morgan Spector (Peter Yogorov)
- Saundra Santiago (Patti D'Agostino)
- Al Calderon (Will)
- Gene Gillette (Joseph)
- Steven Boyer (le chef des dealers)
- Laurence Blum (le dealer maigre)

- Carl Elias alias « Charlie Burton » (victime)

- On peut noter un clin d’œil au film La Vengeance de Monte Cristo sorti en 2002 dont Jim Caviezel interprété le rôle principal quand un personnage lit l'œuvre du même nom.
- La musique de fin est de Nina Simone - Power.

### Épisode 8:Passage à l'ouest
- États-Unis /  Canada : 17 novembre 2011 sur CBS / Citytv
- Belgique : 18 septembre 2012 sur La Une[13]
- Québec : 24 octobre 2012 sur V[15]
- France : 13 mars 2013 sur TF1[16]
- Suisse : 21 juillet 2013 sur RTS Un[21]

- États-Unis : 11,59 millions de téléspectateurs[47] (première diffusion)
- Belgique : 271 900 téléspectateurs[48] (première diffusion)
- France : 5,01 millions de téléspectateurs[33] (première diffusion)

- Alan Dale (Ulrich Kohl)
- Laila Robins (Anja Kohl)
- Larry Pine (Wernick)
- Austin Pendleton (Pilcher)
- Aubrey Dollar (Marie Kohl)
- Sherman Howard (Steiller)
- Lee Aaron Rosen (Heinlein)
- Kent Broadhurst (Heinrich Hauffe)
- Jonathan Fried (la liaison)
- Matt McGorry (l'ambulancier)
- Bradley Dean (le contact no 1)
- Christopher Durham (le contact no 2)

- Ulrich Kolh (criminel)

### Épisode 9:Il faut sauver Carter
- États-Unis /  Canada : 8 décembre 2011 sur CBS / Citytv
- Belgique : 18 septembre 2012 sur La Une[13]
- Québec : 31 octobre 2012 sur V[15]
- France : 20 mars 2013 sur TF1[16]
- Suisse : 28 juillet 2013 sur RTS Un[21]

- États-Unis : 12,66 millions de téléspectateurs[49] (première diffusion)
- Canada : 702 000 téléspectateurs[50] (première diffusion)
- Belgique : 231 100 téléspectateurs[48] (première diffusion)
- France : 5,13 millions de téléspectateurs[44] (première diffusion)

- Kwoade Cross (Taylor Carter)
- Jason Manuel Olazabal (Hector Alvarez)
- Anthony Azizi (de) (Yusuf)
- Francois Battiste (Nashus « Pince de crabe » Drake)
- Brian Avers (Daniels)
- Charles Flint Beverage (Edward « Eddie » Kovach)
- Jennifer Laura Thompson (en) (Mme Kovach)
- Victor Cruz (M. Castillo)
- Ed Moran (le sergent Harris)
- Gregory Lay (l'officier Valentino)
- Danny Henriquez (Leonard)
- Arianna Hoeppner (Monica)
- Maureen Sebastian (Mei Li)

- Joss Carter (victime)

- Le titre original peut faire référence au film La Loi du milieu, sorti en 1971.

### Épisode 10:Quarté perdant
- États-Unis /  Canada : 15 décembre 2011 sur CBS / Citytv
- Belgique : 25 septembre 2012 sur La Une[13]
- Québec : 7 novembre 2012 sur V[15]
- France : 27 mars 2013 sur TF1[16]
- Suisse : 28 juillet 2013 sur RTS Un[21]

- États-Unis : 12,93 millions de téléspectateurs[51] (première diffusion)
- Canada : 681 000 téléspectateurs[52] (première diffusion)
- Belgique : 237 500 téléspectateurs[53] (première diffusion)
- France : 7,11 millions de téléspectateurs[54] (première diffusion)

- Michael Murphy (le sénateur Jim Hallen)
- Bridget Regan (Wendy McNally)
- Melonie Diaz (Paula Vasquez)
- Jeremy Beck (Matt Dugan)
- Helen Coxe (Claire Ryan)
- J. Bernard Calloway (Dayne)
- Selenis Leyva (Hosking)
- Lucas Caleb Rooney (Diski)
- Jack Gwaltney (Davis Bannerman)
- Allan Louis (le lieutenant Olson)
- Christina Gordon (l'officier Demora)
- Keren Dukes (l'assistante)
- Morgan Weed (la coiffeuse)
- Tracey Ruggiero (l'infirmière)

- Wendy McNally (victime)
- Paula Vasquez (victime)
- Matt Duggan (victime)
- Claire Ryan (victime)

### Épisode 11:Fenêtre sur cour
- États-Unis /  Canada : 12 janvier 2012 sur CBS / Citytv
- Belgique : 25 septembre 2012 sur La Une[13]
- Québec : 14 novembre 2012 sur V[15]
- France : 27 mars 2013 sur TF1[16]
- Suisse : 4 août 2013 sur RTS Un[21]

- États-Unis : 14,86 millions de téléspectateurs[55] (première diffusion)
- Belgique : 216 200 téléspectateurs[53] (première diffusion)
- France : 6,60 millions de téléspectateurs[54] (première diffusion)

- David Zayas (Ernie Trask)
- Kelli Barrett (Lily Thornton)
- Bill Heck (Rick Morris)
- Ramsey Faragallah (Dr Farouk Madani)
- Frank Deal (Doug Stanley)
- Cotter Smith (en) (Denton Weeks)
- Peggy J. Scott (Mme Fuentes)
- Angel Marrero (le membre du gang)

- Ernie Trask (victime)
- Dereck Watson (criminel)

- Le tire français fait référence au film culte Fenêtre sur cour.

### Épisode 12:Pour sa défense
- États-Unis /  Canada : 19 janvier 2012 sur CBS / Citytv
- Belgique : 2 octobre 2012 sur La Une[13]
- Québec : 21 novembre 2012 sur V[15]
- France : 27 mars 2013 sur TF1[16]
- Suisse : 4 août 2013 sur RTS Un[21]

- États-Unis : 14,4 millions de téléspectateurs[56] (première diffusion)
- Canada : 750 000 téléspectateurs[57] (première diffusion)
- Belgique : 268 900 téléspectateurs[58] (première diffusion)
- France : 5,42 millions de téléspectateurs[54] (première diffusion)

- Michael Stahl-David (Will Ingram)
- April Lee Hernández (Andrea Gutierrez)
- Curtiss Cook (Terrence King)
- Vito D'Ambrosio (Dominic Galuska)
- Alex Cramer (Chris Scollard)
- Eric Ruffin (Jacob King)
- Starla Benford (Gloria Copeland)
- Tuck Kinsey (Paul Kinsey)
- Barbara Pitts (Melissa Kinsey)
- Brian O'Neill (le juge O'Connor)
- James Lloyd Reynolds (l'avocat)

- Andrea Gutierrez (victime)

### Épisode 13:Le Bouc émissaire
- États-Unis /  Canada : 2 février 2012 sur CBS / Citytv
- Belgique : 2 octobre 2012 sur La Une[13]
- Québec : 28 novembre 2012 sur V[15]
- France : 3 avril 2013 sur TF1[16]
- Suisse : 11 août 2013 sur RTS Un[21]

- États-Unis : 15,1 millions de téléspectateurs[59] (première diffusion)
- Canada : 769 000 téléspectateurs[60] (première diffusion)
- Belgique : 216 800 téléspectateurs[58] (première diffusion)
- France : 7,24 millions de téléspectateurs[61] (première diffusion)

- Myk Watford (Scott Powell)
- Amy Hargreaves (Leslie Powell)
- Erin Kilgore (Mia Powell)
- Bill Cohen (Pawn Broker)
- Victor Slezak (Michael Delancey)
- Damian Young (Pete Matheson)
- Dan Ziskie (le sénateur Gene Atkins)
- Ryan Breslin (l'étudiant)
- Casey Predovic (l'adolescent)
- Michael Milligan (le superviseur de la campagne)
- John Cenatiempo (it) (le tueur à gages)

- Scott Powell (victime)
- Teddy Billick (criminel)

### Épisode 14:L'Art de la guerre
- États-Unis /  Canada : 9 février 2012 sur CBS / Citytv
- Belgique : 9 octobre 2012 sur La Une[13]
- Québec : 5 décembre 2012 sur V[15]
- France : 3 avril 2013 sur TF1[16]
- Suisse : 11 août 2013 sur RTS Un[21]

- États-Unis : 15,14 millions de téléspectateurs[62] (première diffusion)
- Canada : 800 000 téléspectateurs[63] (première diffusion)
- Belgique : 283 100 téléspectateurs[64] (première diffusion)
- France : 6,78 millions de téléspectateurs[61] (première diffusion)

- Michael Stahl-David (Will Ingram)
- Astro (Darren McGrady)
- Malik Yoba (Andre Wilcox)
- Ro Boddie (Brick)
- Jon Michael Hill (Curtis)
- Sheldon Best (Trim)
- Brian Reddy (le lieutenant Hill)
- Michael Mandell (Keach)
- Aja Naomi King (Lisa)
- Helmar Augustus Cooper (le marchand)
- Thuliso Dingwall (l'enfant aux bandes dessinées)
- Julie Sharbutt (la secrétaire)
- Joshua Elijah Reese (le voyou no 1)
- Nnambi Nwosa (le voyou no 2)
- Jeffrey Nicholas Brown (le policier)
- Derrick Simmons (le membre du gang no 1)
- Roy T. Anderson (le membre du gang no 2)
- Curtis Lyons (le membre du gang no 3)
- Jeremy Sample (le membre du gang no 4)

- Darren McGrady (criminel)

### Épisode 15:Vu de l'intérieur
- États-Unis /  Canada : 16 février 2012 sur CBS / Citytv
- Belgique : 9 octobre 2012 sur La Une[13]
- Québec : 23 janvier 2013 sur V[15]
- France : 3 avril 2013 sur TF1[16]
- Suisse : 18 août 2013 sur RTS Un[21]

- États-Unis : 13,16 millions de téléspectateurs[65] (première diffusion)
- Canada : 1,019 million de téléspectateurs[66] (première diffusion)
- Belgique : 245 000 téléspectateurs[64] (première diffusion)
- France : 5,60 millions de téléspectateurs[61] (première diffusion)

- Michael Aronov (en) (Michael Cahill / Daniel Tulley)
- José Zúñiga (Neil Vargas)
- Robin Lord Taylor (Ajax)
- Jonno Roberts (Peter Arndt)
- Michael Laurence (Hollister)
- Jill Paice (Melinda Tulley)
- Skylar Gaertner (Danny)
- Skipp Sudduth (le lieutenant Byrne)
- Reg E. Cathey (Ian Davidson)
- Thom Sesma (M. Su)
- Michael Berresse (L.O.S.)
- Jimmy Palumbo (le lieutenant)
- Walter Belenky (le technicien)
- Keith Eric Chappelle (l'employé médical)

- Michael Cahill / Daniel Tulley (victime)

- La chanson diffusée à la fin est «If I Had a Heart (en)», bien connue par les fans de la série Breaking Bad, Misfits, Following et tout récemment Vikings.

### Épisode 16:Gestion des risques
- États-Unis /  Canada : 23 février 2012 sur CBS / Citytv
- Belgique : 16 octobre 2012 sur La Une[13]
- Québec : 30 janvier 2013 sur V[15]
- France : 10 avril 2013 sur TF1[16]
- Suisse : 18 août 2013 sur RTS Un[21]

- États-Unis : 14,56 millions de téléspectateurs[67] (première diffusion)
- Canada : 832 000 téléspectateurs[68] (première diffusion)
- Belgique : 265 600 téléspectateurs[69] (première diffusion)
- France : 6,59 millions de téléspectateurs[70] (première diffusion)

- Matt Lauria (Adam Saunders)
- John Scurti (Bob Sowoski)
- David Furr (Paul Ashton)
- Noelle Beck (Sydney Baylor)
- Scott Cohen (Doug Rasmussen)
- Mike Houston (l'officier Fordes)
- Austin Lysy (Victor)
- Deirdre O'Connell (Joan)
- Bhavesh Patel (le technicien)
- Vladimi Versailles (le livreur)
- Charles Socarides (le courtier)
- Carolina Bermudez (la journaliste)

- Adam Saunders (victime)

### Épisode 17:Deux Hommes et un couffin
- États-Unis /  Canada : 8 mars 2012 sur CBS / Citytv
- Belgique : 16 octobre 2012 sur La Une[13]
- Québec : 6 février 2013 sur V[15]
- France : 10 avril 2013 sur TF1[16]
- Suisse : 25 août 2013 sur RTS Un[21]

- États-Unis : 15,67 millions de téléspectateurs[71] (première diffusion)
- Canada : 665 000 téléspectateurs[72] (première diffusion)
- Belgique : 197 100 téléspectateurs[69] (première diffusion)
- France : 5,78 millions de téléspectateurs[70] (première diffusion)

- Mike McGlone (le lieutenant Bill Szymanski)
- Leslie Silva (en) (l'infirmière Mary Abbot)
- Karl Kenzler (Dr Marcus Adalian)
- Scott Bryce (Adnan Petrosian)
- Kate Hodge (Nicola Petrosian)
- Erich Bergen (Bradley Petrosian)
- Juan Carlos Hernandez (Sammy Cruz)
- Maria Elena Ramirez (Veda Cruz)
- Ray Iannicelli (Rafael Alvarez)
- Gregory Cook (Oshin)
- Paul Krisikos (Milos)
- Solomon Shiv (Novak)
- Bret Lada (le petit ami de Bradley)
- Meghan Grace O'Leary (la femme de l'accident)
- Maria-Christina Oliveras (la caissière)

- Leila Smith (victime)
- Gianni Moretti (victime)

- Grâce à cet épisode, la série signe son record d’audience pour la saison 1 aux États-Unis[71].
- Le titre original est une variante de « Baby Blues », un état de dépression qui accompagne parfois l'accouchement.
- Finch prend le pseudonyme de "Dr Tillman" pour infiltrer la clinique dans laquelle est née la petite Leila Smith. Tillman est une référence à Megan Tillman, la personne d’intérêt de l’épisode 4 de cette saison, personne que Finch appréciait.

### Épisode 18:Crise d'identité
- États-Unis /  Canada : 29 mars 2012 sur CBS / Citytv
- Belgique : 23 octobre 2012 sur La Une[13]
- Québec : 13 février 2013 sur V[15]
- France : 10 avril 2013 sur TF1[16]
- Suisse : 25 août 2013 sur RTS Un[21]

- États-Unis : 14,59 millions de téléspectateurs[73] (première diffusion)
- Canada : 971 000 téléspectateurs[74] (première diffusion)
- Belgique : 262 000 téléspectateurs[75] (première diffusion)
- France : 5,07 millions de téléspectateurs[70] (première diffusion)

- Sarah Wynter (Tara Verlander)
- Rhys Coiro (Jordan Hester)
- Seth Gilliam (le lieutenant Desmond Franklin)
- Christopher Denham (Kyle Morrison)
- Rafael Sardina (Jekyll)
- Johnny Hopkins (Hyde)
- Omer Barnea (Josef)
- Mark Zimmerman (Richard Eckhart)
- Mariann Mayberry (Maggie)
- Ron McClary (l'agent de sécurité)

- Jordan Hester (victime)

### Épisode 19:Les Cinq Familles
- États-Unis /  Canada : 5 avril 2012 sur CBS / Citytv
- Belgique : 23 octobre 2012 sur La Une[13]
- Québec : 20 février 2013 sur V[15]
- France : 17 avril 2013 sur TF1[16]
- Suisse : 1er septembre 2013 sur RTS Un[21]

- États-Unis : 13,69 millions de téléspectateurs[76] (première diffusion)
- Canada : 834 000 téléspectateurs[77] (première diffusion)
- Belgique : 234 300 téléspectateurs[75] (première diffusion)
- France : 6,80 millions de téléspectateurs[78] (première diffusion)

- Kwoade Cross (Taylor Carter)
- Paul Schulze (Gianni Moretti, Jr.)
- Tony Darrow (Caparelli)
- Arthur Nascarella (Basile)
- Vincent Curatola (Vittorio Zambrano)
- Lola Glaudini (le lieutenant Sherri Lablanca)
- John Magaro (Carl Elias, âgé de 22 ans)
- Ed Setrakian (Luciano Grifoni)
- Stephanie DiMaggio (Gloria Recinto)
- River Alexander Aguirre (Carl Elias, âgé de 12 ans)
- Anthony Giordano (Gianni Moretti, Jr., âgé de 24 ans)
- Ansel Davis Brasseur (l'officier)
- Joe Maruzzo (le soldat no 1)
- Mark Morettini (le soldat no 2)
- Bryan Scott Johnson (le policier de la prison)

- Vittorio Zambrano (criminel)
- Caparelli (victime)
- Luciano Grifoni (victime)
- Basile (victime)
- Gianni Moretti, Jr. (victime)

### Épisode 20:Dans le dos
- États-Unis /  Canada : 26 avril 2012 sur CBS / Citytv
- Belgique : 23 octobre 2012 sur La Une[13]
- Québec : 27 février 2013 sur V[15]
- France : 17 avril 2013 sur TF1[16]
- Suisse : 1er septembre 2013 sur RTS Un[21]

- États-Unis : 12,73 millions de téléspectateurs[79] (première diffusion)
- Canada : 731 000 téléspectateurs[80] (première diffusion)
- Belgique : 192 300 téléspectateurs[75] (première diffusion)
- France : 6,07 millions de téléspectateurs[78] (première diffusion)

- Sean McCarthy (Lee Fusco)
- Pablo Schreiber (Tommy Clay)
- Virginia Kull (Ashley)
- Lenny Venito (Murray Langston)
- Gretchen Hall (Joyce Clay)
- Briana Carlson-Goodman (Dorie Mills)
- Gerardo Rodriguez (le dealer de drogue)
- Terry Schappert (le chef d'équipe)
- Laurence Mason (le docteur)
- John Rue (le lieutenant des homicides Robbery)
- Tony Cheng (la victime)

La Machine sort le numéro de Tommy Clay, un convoyeur de fonds. Reese intègre l'équipe de cet homme là, et leur première mission se passe bien. Plus tard, Reese découvre que la personne d'intérêt a une femme et un enfant. Durant l'une de leurs tournées, ils vont récupérer du platine qui a pour valeur 1,5 million de dollars. Le convoi va se faire attaquer et, durant cette attaque, Reese est blessé dans le dos par Clay. Le « RH » (groupe de policiers corrompus) et le lieutenant Fusco le retrouvent après attaché. Le « RH » tente de tuer Reese mais Fusco lui sauve la vie. Malheureusement, le convoyeur de fond, qui était malhonnête, a été doublé par sa coéquipière et maitresse, et est tué. 
- Tommy Clay (criminel et victime)
- l'homme trompant sa petite amie (victime)

### Épisode 21:Coups de trop
- États-Unis /  Canada : 3 mai 2012 sur CBS / Citytv
- Belgique : 30 octobre 2012 sur La Une[13]
- Québec : 6 mars 2013 sur V[15]
- France : 17 avril 2013 sur TF1[16]
- Suisse : 8 septembre 2013 sur RTS Un[21]

- États-Unis : 13,27 millions de téléspectateurs[82] (première diffusion)
- Canada : 770 000 téléspectateurs[83] (première diffusion)
- Belgique : 301 000 téléspectateurs[84] (première diffusion)
- France : 4,95 millions de téléspectateurs[78] (première diffusion)

- Dagmara Domińczyk (Sarah Jennings / Karen Garner)
- Jeremy Davidson (Marshall Brad Jennings)
- Kelly Coffield Park (le lieutenant Marianne Nichols)
- Jonno Roberts (Peter Arndt)
- Judith Ivey (Sharon)
- Randall Duk Kim (M. Han)
- Nombre Neccicito (Gustavo Peña)
- Fred Applegate (le médecin légiste)
- Charlie Plummer (l'enfant)
- Samira Wiley (l'infirmière)
- Roe Hartrampf (le barman)
- Juan Carlos Infante (celui qui donne le ticket)
- Akshay Kapoor (le vendeur)
- Phil McGlaston (le policier)

Une jeune femme du nom de Sarah Jennings tente d'échapper à un agresseur inconnu en utilisant de fausses identités comme Karen Garner ou encore Sarah Atkins. De plus, elle est recherchée par les Marshals. Finch décide de mettre à l'écart Reese de ce cas car c'est son anniversaire, mais en réalité, c'est aussi et surtout, pour éviter de lui faire raviver des douloureux souvenirs concernant la femme qu'il aimait, Jessica. Finch finit malgré lui par faire appel à lui. Reese, dans un premier temps, trouve Sarah et lui explique un peu ce qui va se passer et lui jure de la protéger. Malgré cette promesse, Sarah tente de prendre la fuite par la gare et se retrouve arrêtée par la police sur les lieux. Reese tente d'aller la récupérer en se faisant passer pour un Marshal car seul un Marshal pouvait le faire, malheureusement il arrive trop tard car un autre Marshal, son mari, l'a récupérée et tente de s'enfuir avec elle. On apprend que l'agresseur qu'elle veut fuir n'est autre que son mari qui la bat. Reese arrive juste au moment où le Marshal tente de tuer Sarah et la sauve. On apprend ensuite que Reese a enfermé le Marshal dans une prison hors du pays (au Mexique).
- Sarah Jennings / Karen Garner (victime)

### Épisode 22:L'Espion espionné
- États-Unis /  Canada : 10 mai 2012 sur CBS / Citytv
- Belgique : 30 octobre 2012 sur La Une[13]
- Québec : 13 mars 2013 sur V[15]
- Suisse : 8 septembre 2013 sur RTS Un[21]
- France : 14 janvier 2014 sur TF1[16],[17]

- États-Unis : 12,96 millions de téléspectateurs[85] (première diffusion)
- Canada : 818 000 téléspectateurs[86] (première diffusion)
- Belgique : 218 800 téléspectateurs[84] (première diffusion)
- France : 6,18 millions de téléspectateurs[87] (première diffusion)

- Carrie Preston (Grace Hendricks)
- Jay O. Sanders (le conseiller spécial)
- Jacob Pitts (Henry Peck)
- Marc Menchaca (Fox)
- Kate Bond (Carrie Hale)
- Andrew Weems (Ed Johnson)
- Brett Anderson (le vendeur)
- Kelvin McGrue (le policier no 1)
- Kevin Nagle (le policier no 3)

- Henry Peck (victime)

### Épisode 23:À la racine
- États-Unis /  Canada : 17 mai 2012 sur CBS[11] / Citytv
- Belgique : 30 octobre 2012 sur La Une[13]
- Québec : 20 mars 2013 sur V[15]
- Suisse : 15 septembre 2013 sur RTS Un[21]
- France : 14 janvier 2014 sur TF1[16],[17]

- États-Unis : 13,47 millions de téléspectateurs[88] (première diffusion)
- Canada : 988 000 téléspectateurs[89] (première diffusion)
- Belgique : 184 200 téléspectateurs[84] (première diffusion)
- France : 5,40 millions de téléspectateurs[87] (première diffusion)

- Amy Acker (Caroline Turing / « Root »)
- Anthony de Sando (Hans Friedrickson)
- Jason Kolotouros (Jablonski)
- Aaron Lazar (en) (Terrance Baxter)
- Wayne Duvall (Seth Larsson)
- James Michael Reilly (le lieutenant Sagan)
- John Bolger (Sam Romano)
- P.J. Benjamin (Peter Lewis)
- PJ Sosko (Lulick)
- Johnny Wu (le technicien du NYPD)
- Lesley Shires (la réceptionniste)

- Caroline Turing alias « Root » (criminelle et victime)

## Audiences aux États-Unis

### Taux sur les 18-49 ans
Le taux sur les 18-49 ans est un des critères importants pour juger de l'avenir (renouvellement ou annulation) des séries diffusées à la télévision américaine. Un taux de 1 % signifie que 1 % de tous les habitants du pays ayant entre 18 et 49 ans regarde le programme.
| N° d'épisode | Taux sur les 18-49 ans (en %) |
| ------------ | ----------------------------- |
| 1            | 3.1                           |
| 2            | 2.7                           |
| 3            | 2.6                           |
| 4            | 2.8                           |
| 5            | 2.7                           |
| 6            | 2.7                           |
| 7            | 2.7                           |
| 8            | 2.6                           |
| 9            | 2.8                           |
| 10           | 2.8                           |
| 11           | 3.2                           |
| 12           | 3.2                           |
| 13           | 3.3                           |
| 14           | 3.3                           |
| 15           | 2.8                           |
| 16           | 3.1                           |
| 17           | 3.4                           |
| 18           | 3.3                           |
| 19           | 3                             |
| 20           | 2.4                           |
| 21           | 2.5                           |
| 22           | 2.6                           |
| 23           | 2.5                           |

### Audiences moyennes
- Sur le nombre de téléspectateurs, cette saison totalise une moyenne de 13,3 millions de téléspectateurs[91].
- Sur le taux 18-49 ans, cette saison totalise un taux moyen de 2.9 %[91].

Ces chiffres sont basés sur les audiences des épisodes inédits enregistrés lors de leur jour de diffusion et non en Live + 7 jours.